# Sultangazi
Sultangazi é um distrito de Istambul, Turquia, situado na parte europeia da cidade. Conta com una população de 444 295 habitantes (2008). A população do distrito inclui comunidades procedentes da Bulgária e da antiga Iugoslávia, assim como turcos do Mar Negro, alevitas e curdos.